# 일본국유철도 C10형 증기 기관차

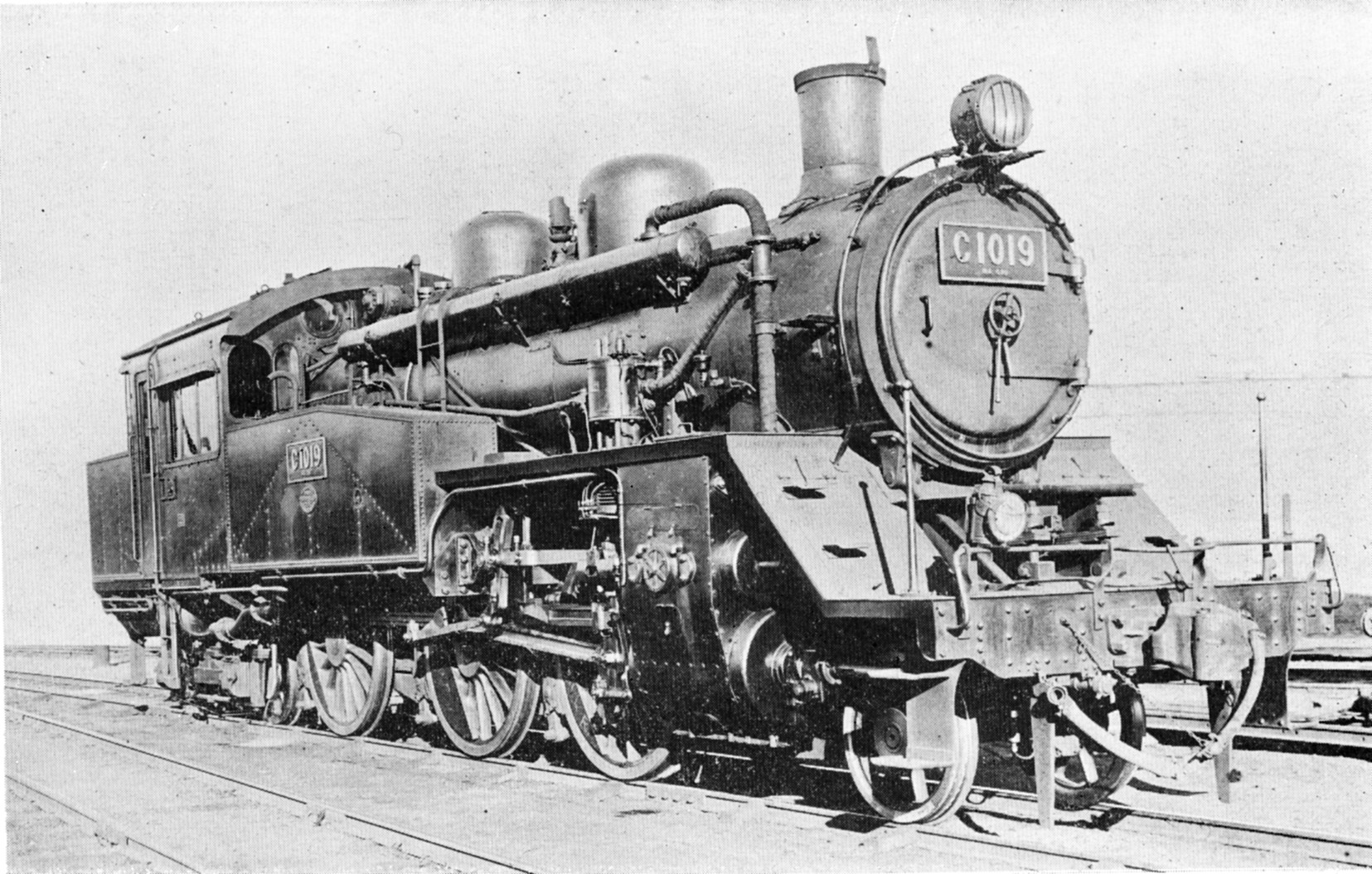
C10 19(제조 당시)
보일러 옆의 통 모양으로 된 것이 중견식 급수 가열기이다.

일본국유철도 C10형 증기 기관차(일본어: 国鉄C10形蒸気機関車)는 1930년(쇼와 5년)에 제조된 일본국유철도(당시엔 철도성)의 탱크식 증기 기관차다.

## 탄생의 배경
제1차 세계 대전 종전 이후에 심각한 경기 불황에 빠진 일본은 1920년대에 노후화가 심각하게 드러난 메이지 시대의 기관차를 대체해야 했지만 경기 불황 탓에 경제성과 효율성을 중시한 기관차를 제조해야 했다. 그래서 근교 여객 열차용으로 제조된 것이 C10형이다. 축중이 약간 크고, 지방선구에서의 사용에 어려움이 있었기 때문에, 이후의 증비는 경량화를 행한 C11형으로 이행했다.

## 제조
1930년 한 해에 23량이 모두 제조되었다. 제조소는 C10 1 ~ 15(15량)이 가와사키 차량에서, C10 16 ~ 23(8량)이 기샤세이조에서 만들어졌다.

## 구조
당시 이미 일본 기관차의 주력이었던 텐더식 증기 기관차의 기술을 이 기관차에도 적응시켜서 대형기에 가까운 성능을 발휘할 수 있었다. 우선, 운전실 및 석탄고 바로 아래에 위치하는 종대차를 2축으로 하는 2-6-4형 차륜 배치을 채택했다. 게다가 종대차의 현가장치를 이코노미식으로 하여 석탄과 물의 적재량에 따라 동축 중량이 변동하는 것을 막았다.
선대차는 콜로식 현가장치를 갖춘 LT122, 종대차는 앞서 서술한 대로 이코노미식 현가장치를 갖춘 균형식 대차인 LT213이다.
동륜의 직경은 근교 지역에서의 고속 운전을 고려해서 C50형 증기 기관차 동륜의 1,600mm에서 5%축소하여 1,520mm이 되었는데, 이덕분에 실제로도 하중이 가벼운 구간에서 열차를 견인할 때에는 최고속도를 95 km/h까지 올릴 수 있었다.
기본적인 설계는 같은 시기에 설계된 C50·C54형 등과 공통되는 부분이 많으며, C55형 이후(국철근대형 증기기관차)에 이르는 과도적인 것이 되고 있다. 전기용접이 일반화되기 전의 시기에 설계되었기 때문에 운전대나 측면의 물탱크 등은 리벳 조립 구조로 되어 있어 용접 구조를 채택한 후계의 일본국유철도 C11형 증기 기관차와 비교해 외관상 중후한 인상을 준다.
또, 신조시에는 보일러의 어깨 부분에 중견식 온수 급수기를 장착하고 있었는데, 이것은 효율이 좋지 않아 후일에 제거되었다.
또 C10형은 C54형 제연판이 제식 채용되기 이전의 설계이기 때문에 제연판은 장착 되지 않았지만 일부 차량은 후에 추가돼 있음을 사진에서 확인할 수 있다.

## 운용
도쿄·나고야·오사카에 배치되어 도카이도 본선 등에서 근교 열차를  견인했지만 후에 구마모토·나라 등에도 배치되었다. 이들 구간은 일찌감치 전철화되었기 때문에 각지에 분산 전속되어 야마다 선·모카 선·기신 선·반탄 선 등에서 일반 열차·화물 열차로 사용되었지만, 지방 선의 기동차화(디젤 동차화)가 진행되며 남아 돌게 된 C11형으로 대체되기 시작되면서 1960년에서 1962년 사이에 기관차가 모두 폐차되었다.

## 보존
C10 8이 오이가와 철도에 동태 보존되어 있다.상세한 내용은 다음과 같다.
1930년 7월 24일에 가와사키 차량에서 제조되었다. 같은 해 8월 2일 오미야 기관구에 배치되어 도호쿠 본선이나 다카사키 선의 여객 열차로 사용되었다. 1932년 9월 1일 다카사키 기관고에 전속되고 나서, 신코이와 기관구나 다바타 기관구, 미토 기관구에 전출되었다. 1941년 3월 31일에는 센다이 기관구로 전속, 그리고 1949년 3월 1일 모리오카 기관구에 소속된 이래, 야마다 선의 여객 열차에 사용되었다. 1961년 3월 31일에 아이즈와카마츠 기관구에 소속되어, 아이즈 선의 여객·화물 열차에 사용되다가 1962년 3월 31일에 폐차되었다.
그 후, 같은 해 8월에 이와테현 미야코시의 라사 공업에 양도되어 라사 공업의 공장과 미야코역을 연결하는 전용선의 화물 수송에 사용되었다. 국철의 무연화(증기기관차 폐지) 이후에도 사용되다가, 디젤 기관차의 등장으로 예비기가 되며, 1979년 4월에  운용을 종료해서 결국 1986년 11월에 폐차가 되었다.
1987년 3월에 미야코시에 양도되어 관광열차로서의 사용을 위해 복구되었다. 같은 해 4월 17일에 동태 부활해, 7월 19일부터 미야코역 부근과 미야코항 데사키 부두를 연결하는 (구)국철 린코선에서 「SL 시오카제호」로서 운행을 하고있다. 그러나 린코선은 바닷가를 달린다고는 하지만 실제로는 제방을 따라 달리기에 바다는 거의 바라볼수 없었고, 그렇게 1990년 1월 3일에 운행을 종료하고 휴차가 되었다.
그후 미야코 시는 양도할 곳을 찾다가 1994년 4월 17일, 적당한 증기 기관차를 찾던 오이가와 철도에게 양도됐다. 같은해 4월 22일, 오이가와 철도에 반입된 뒤에 센즈역 전시회를 거쳐서 1997년 9월 영업운전을 개시했다. 오이가와 철도는 같은 달 14일에 C11 227번과 중련 운행을 개시했다. 외관은 C11·C12형과 같은 탱크 기관차이지만, 리벳를 많이 사용하고 있으므로 고전적인 분위기가 나타난다. 현존하는 C10형은 이 기종이 유일하고 나머지 차량은 폐차 후 모두 해체됐다. 이전까진 5량까지 견인했으나 2018년 기준으로, 객차견인은 4량까지 가능하다.
주요제원은 아래와 같다.
- 전장：12.65m
- 전고：3.940m
- 전폭：2.936m
- 중량：69.70t
- 공중량：55.51t

## 등장 작품
오이가와 철도의 C10 8이 등장했다.

### 컴퓨터 게임
- SL로 가자(SLで行こう) - 1998년 12월 17일 발매